# Otto Friedländer (Schriftsteller, 1889)
Otto Friedländer (* 31. März 1889 in Wien; † 20. Juli 1963 in Waidhofen an der Ybbs, Österreich) war ein österreichischer Schriftsteller und Pazifist.

## Leben
Otto Friedländer war der Sohn von Josef Friedländer (1854–1943) und Ottilie geb. Goldberger von Buda (1862–1932). Der Vater war Hof- und Gerichtsadvokat und zuletzt Senatspräsident beim Obersten Gerichtshof. Zum Freundeskreis der Familie gehörten Franz Klein (dessen Werke 1927 von der Familie im Verlag Manz herausgegeben wurden), Max Dvořák, Friedrich Jodl, Wilhelm Neumann und Eugen von Philippovich. Friedländer besuchte zunächst das Wiener Schottengymnasium in der Unterstufe und das Stiftsinternat in Kremsmünster, 1907 legte er dort die Matura ab. Er studierte danach in Wien Rechtswissenschaften, Nationalökonomie und Kunstgeschichte, die Promotion als Jurist erfolgte 1913. Auslandsaufenthalte in Grenoble und Oxford perfektionierten seine Sprachkenntnisse. Friedländer arbeitete für Bankhäuser in Berlin und London und legte seine Gerichtspraxis in Wien zurück. Im Ersten Weltkrieg war er Offizier der Kaiserjäger in den Dolomiten. Danach arbeitete er als Beamter (er war u. a. Sekretär der Wiener Handelskammer in enger Zusammenarbeit mit Ludwig von Mises) und Schriftsteller in Wien. Als Mitarbeiter der Handelskammer wurde er zu einem anerkannten Spezialisten für Handels- und Zollfragen. In seiner Funktion als leitender Sekretär gründete er den „Transitverband“, eine Vereinigung der Zollfreilagerbesitzer, hielt Vorträge (auch im Rundfunk) zu diesem Themenkreis und publizierte zu steuerrechtlichen Themen. 1930 betreute er Ausstellungen der Handelskammer in Antwerpen und London.
Er galt als überzeugter Österreicher, der den Anschluss Österreichs an das Deutsche Reich ablehnte.
Obwohl die Familie bereits lange der katholischen Kirche beigetreten war, galten ihre Mitglieder als „Rassejuden“ und unterlagen ab 1938 den für Juden geltenden Belastungen und Verfolgungen (Tragen des Judensternes, zwangsweise Versetzung in den Ruhestand, Pensionskürzung etc.). Es gelang ihm und seinem Vater, in Wien zu bleiben, wozu einflussreiche Freunde beitrugen und auch ein Bittgang Ottos zum SS-Führer Alois Brunner, wodurch der Vater vor dem Abtransport in ein Vernichtungslager gerettet wurde. Bis 1945 (sein Vater war 1943 gestorben) gelang es Friedländer, in untergeordneten Tätigkeiten zu bleiben und nicht aufzufallen.
In dieser Zeit entstanden seine Bücher Letzter Glanz der Märchenstadt und Wolken drohen über Wien, die in der Nachkriegszeit publiziert wurden und weitgehende Aufmerksamkeit fanden, nicht zuletzt, weil sie die antisemitischen Strömungen in der damaligen Wiener Bevölkerung nicht verleugneten, sondern, soweit dies in dieser Zeit möglich war, deutlicher darstellten. Sein autobiographisches Werk Maturajahrgang 1907 setzte diesen Stil fort.
1946 wurde ihm der Berufstitel Hofrat verliehen. Seine Tätigkeit bei der Handelskammer, die er nach Kriegsende wieder aufgenommen hatte, muss er nach einem politisch umstrittenen Artikel aufgeben (betroffen war die Frage einer möglichen Zollunion mit Italien, was vor dem Hintergrund der damaligen Differenzen um Südtirol nicht tragbar erschien).
Danach lebte er als Publizist. Gemeinsam mit prominenten Politikern wie Bruno Pittermann, Ernst Fischer, Viktor Matejka, Adolf Schärf und Theodor Körner erreichte er die Wiederbelebung der Österreichischen Liga für Menschenrechte.
Sein Grab befindet sich am Wiener Zentralfriedhof.

## Pazifismus
Otto Friedländer war ein überzeugter Pazifist und gründete die Österreichische Völkerbundliga und später die Österreichische Liga für die Vereinten Nationen. Außerdem war er maßgeblich an der Neugründung der österreichischen Friedensgesellschaft beteiligt (die 1890 von Bertha von Suttner gegründet wurde).

## Veröffentlichungen
- Maturajahrgang 1907. Verl. Styria, 1963
- Wolken drohen über Wien. Lebens- und Sittenbilder aus den Jahren vor dem ersten Weltkrieg. Ring Verlag, 1949
- Letzter Glanz der Märchenstadt – Wien um 1900. Molden, Wien 1948, Neuauflage 2002, ISBN 3-85485-076-X